# Jeong Ji-hyeon
Jeong Ji-hyeon (정지현?; 26 marzo 1983) è un ex lottatore sudcoreano, specializzato nella lotta greco-romana.

## Palmarès

### Olimpiadi
- 1 medaglia:
  - 1 oro (Atene 2004 nei 60 kg)

### Mondiali
- 2 medaglie:
  - 2 bronzi (Baku 2007 nei 60 kg; Mosca 2010 nei 60 kg)

### Campionati asiatici
- 3 medaglie:
  - 2 ori (Almaty 2004 nei 60 kg; Almaty 2006 nei 66 kg)
  - 1 argento (Bishkek 2007 nei 66 kg)